# Rober Eryol
Rober İsaac Eryol (Mersin, 1930. december 21. – Maltepe, 2000. december 21.) törökországi zsidó labdarúgó-középpályás.
A török válogatott színeiben részt vett az 1954-es labdarúgó-világbajnokságon.